# Serie A1 2004-2005 (hockey in-line)
La Serie A1 2004-2005 è stata la 9ª edizione del massimo campionato italiano di hockey in-line.
Lo scudetto è stato conquistato dall'Asiago Vipers per la seconda volta nella loro storia.

## Squadre partecipanti
| Club                    | Stagione | Città                | Stagione precedente |
| ----------------------- | -------- | -------------------- | ------------------- |
| Asiago Vipers           | dettagli | Asiago (VI)          |                     |
| Draghi Torino           | dettagli | Torino               |                     |
| Edera Trieste           | dettagli | Trieste              |                     |
| Ferrara                 | dettagli | Ferrara              |                     |
| Genius Milazzo          | dettagli | Milazzo (ME)         |                     |
| Ghosts Padova           | dettagli | Padova               |                     |
| Invicta Modena          | dettagli | Modena               |                     |
| Islanders Spinea        | dettagli | Spinea (VE)          |                     |
| Lions Arezzo            | dettagli | Arezzo               |                     |
| Milano 17 RAMS          | dettagli | Milano               |                     |
| Polet Trieste           | dettagli | Trieste              |                     |
| Rhegium Reggio Calabria | dettagli | Reggio Calabria      |                     |
| Versilia                | dettagli | Forte dei Marmi (LU) |                     |
| Wild Boys Noto          | dettagli | Noto (SR)            |                     |

## Play-off scudetto
|  | Quarti di finale        | Quarti di finale        | Quarti di finale        | Quarti di finale | Quarti di finale |  |  | Semifinali      | Semifinali      | Semifinali      | Semifinali      | Semifinali      |   |   | Finale        | Finale        | Finale        | Finale | Finale | Finale | Finale |  |
|  |                         |                         |                         |                  |                  |  |  |                 |                 |                 |                 |                 |   |   |               |               |               |        |        |        |        |  |
|  | Asiago Vipers           | Asiago Vipers           | ?                       | 7                | 6                |  |  |                 |                 |                 |                 |                 |   |   |               |               |               |        |        |        |        |  |
|  | Ghosts Padova           | Ghosts Padova           | ?                       | 3                | 4                |  |  | Asiago Vipers   | Asiago Vipers   | Asiago Vipers   | Asiago Vipers   | Asiago Vipers   |   |   |               |               |               |        |        |        |        |  |
|  | Diavoli Vicenza         | Diavoli Vicenza         | ?                       | 2                | 4                |  |  | Diavoli Vicenza | Diavoli Vicenza | Diavoli Vicenza | Diavoli Vicenza | Diavoli Vicenza |   |   |               |               |               |        |        |        |        |  |
|  | Milano 17 RAMS          | Milano 17 RAMS          | ?                       | 3                | 3                |  |  |                 |                 |                 |                 |                 |   |   | Asiago Vipers | Asiago Vipers | Asiago Vipers | ?      | ?      | 9      | 5      |  |
|  | Lions Arezzo            | Lions Arezzo            | Lions Arezzo            | ?                | 5                |  |  |                 |                 | Wild Boys Noto  | Wild Boys Noto  | Wild Boys Noto  | ? | ? | 6             | 2             |               |        |        |        |        |  |
|  | Islanders Spinea        | Islanders Spinea        | Islanders Spinea        | ?                | 0                |  |  | Lions Arezzo    | Lions Arezzo    | Lions Arezzo    | Lions Arezzo    | Lions Arezzo    |   |   |               |               |               |        |        |        |        |  |
|  | Wild Boys Noto          | Wild Boys Noto          | Wild Boys Noto          | ?                | 5                |  |  | Wild Boys Noto  | Wild Boys Noto  | Wild Boys Noto  | Wild Boys Noto  | Wild Boys Noto  |   |   |               |               |               |        |        |        |        |  |
|  | Rhegium Reggio Calabria | Rhegium Reggio Calabria | Rhegium Reggio Calabria | ?                | 4                |  |  |                 |                 |                 |                 |                 |   |   |               |               |               |        |        |        |        |  |

## Verdetti
| Verdetto                    | Club                      |
| --------------------------- | ------------------------- |
| Campione d'Italia 2004-2005 | Asiago Vipers (2º titolo) |
| Retrocessa in Serie A2      |                           |